# Hacelia tuberculata
Hacelia tuberculata är en sjöstjärneart som beskrevs av Yin-Xia Liao 1985. Hacelia tuberculata ingår i släktet Hacelia och familjen Ophidiasteridae. Inga underarter finns listade i Catalogue of Life.